# Ana e o Rei
Ana e o Rei (Anna and the King of Siam, no original em língua inglesa) é um livro da escritora estadunidense Margaret Landon, publicado em 1944.
É baseado nos diários de Anna Leonowens, uma governanta britânica que vai para o Sião durante os anos 1860. A história se concentra essencialmente no choque cultural entre os valores vitorianos do Império Britânico e as leis autocráticas do Sião durante o reinado de Mongkut.
Este livro serviu de base para o roteiro de três filmes: Anna and the King of Siam, de 1946, O rei e eu, de 1956, e Anna e o Rei, de 1999, com Jodie Foster no papel de Anna.

## Resumo
Uma jovem viúva, Anna, professora de inglês se dirige para o Sião com o filho Louis, por solicitação do rei Mongkut, para dar aulas aos seus inúmeros filhos.
No Sião, ela luta contra as injustiças, enfrenta o rei com coragem, e tenta mudar sua mentalidade e daqueles que o rodeiam. Assistiu à morte da filha mais querida do rei e seu confronto com um traidor, além da execução de uma das suas mulheres.